# Filmfare Award за влияние в киноиндустрии
Filmfare Award за влияние в киноиндустрии (англ. Filmfare Award for Best Background Score) — ежегодная награда Filmfare Award с 1998 года.

## Победители и номинанты

### 1990-е
- 1998 Виджу Шах —  Тайна

- 1999 Сендип Чоута —  Предательство

### 2000-е
- 2000 Анджан Бисвас —  Навеки твоя

- 2001 Сендип Чоута —  Джунгли

- 2002 Ранджит Барот —  Отражение

- 2003 А.Р. Рахман —  Легенда о Бхагате Сингхе

- 2004 Уэйн Шарп[1] —  Воды Ганга

- 2005 А.Р. Рахман —  Возвращение на Родину

- 2006 Монти Шарма —  Последняя надежда

- 2007 Салим-Сулайман — Крриш
  - А.Р. Рахман — Цвет шафрана
  - Джулиус Пакьям — Кабульский экспресс
  - Салим-Сулайман — Байкеры 2: Настоящие чувства
  - Vishal Bhardwaj — Омкара

- 2008 А.Р. Рахман —  Гуру: Путь к успеху

- 2009 А.Р. Рахман —  Джодха и Акбар

### 2010-е
- 2010 Амит Триведи —  Дэв.Д

- 2011 Амит Триведи —  Полёт

- 2012 Ранджит Барот —  Шайтан

- 2013 Притам —  Барфи!

- 2014 Хитеш Соник —  Три ошибки моей жизни

- 2015 Амит Триведи —  Королева
  - А.Р. Рахман — Шоссе
  - Julius Packiam — Отважная
  - Mathias Duplessey — В поисках Фэнни
  - Rohit Kulkarni — Мэри Ком

- 2016 Анупам Рой[2] —  Пику

- 2017 Sameer Uddin —  Капур и сыновья

- 2018 Притам —  Детектив Джагга 
  - Алокананда Дасгупта — В ловушке
  - А.Р. Рахман — Мама
  - Нарен Чандваркар и Бенедикт Тейлор — Папочка
  - Сагар Десаи — Самоубийца
  - Tajdar Junaid — Мукти Мохан